# Axysta
Axysta Haliday, 1839 è un genere di insetti della famiglia degli Ephydridae (Diptera: Schizophora).

## Morfologia e biologia
I caratteri morfologici degli adulti rispecchiano quelli generali della sottofamiglia Ilytheinae e della tribù Hyadinini. Dai generi simili si distinguono fondamentalmente per la seguente combinazione di caratteri:
- costa relativamente breve, estesa fino all'apice dell'ala, poco oltre la terminazione del terzo ramo della radio (R4+5);
- addome con ampio sviluppo del quarto tergite, lungo circa il triplo rispetto al quinto;
- tergiti addominali marcatamente ripiegati lateralmente e diretti ventralmente fino ad incontrarsi sul lato inferiore, ricoprendo completamente la membrana pleurale.

Dal punto di vista etologico, Axysta è frequentemente citata in letteratura, insieme ad altri generi di Hyadinini, come esempio di efidridi a regime alimentare microfago associati alle alghe azzurre. Le larve di A. cesta sono state infatti ritrovate su colonie di un'alga azzurra del genere Lyngbya. Nel caso di questa specie, l'habitat è rappresentato da luoghi umidi e ombreggiati: le colonie di Lyngbya si sviluppavano sul fogliame umido di alberi presenti nelle vicinanze di uno stagno.

## Sistematica
L'inquadramento di Axysta è contestuale alla posizione tassonomica della tribù Hyadinini. Questa tribù era collocata, in passato, nella sottofamiglia Parydrinae, ma sulla base dell'affinità con la tribù Ilytheini, in passato appartenente alle Hydrelliinae, fu istituita la sottofamiglia Ilytheinae, riunendovi le due tribù.
Il genere comprende tre specie:
- Axysta americana Clausen, 1983
- Axysta bradleyi Cresson, 1930
- Axysta cesta (Haliday, 1833) (=Notiphila punctulata Stenhammar, 1844, Trimerina coeruleiventris Macquart, 1835)

In alcuni cataloghi del Nordamerica è citata una quarta specie con il nome Axysta extera (Cresson, 1924), originariamente classificata con il nome Lytogaster extera. Questa specie, ad ampia distribuzione neartica, si identificherebbe in realtà con l'unica specie del genere Microlytogaster. I riferimenti ad Axysta extera ricorrono soprattutto in vecchie pubblicazioni degli anni settanta e in alcune banche dati più o meno accreditabili, fra cui si citano, ad esempio, Nomina Insecta Nearctica, un catalogo prodotto da alcuni ricercatori nordamericani, BugGuide, un catalogo fotografico sviluppato da una comunità on line supportata dal Dipartimento di Entomologia dell'Università dello Iowa (USA), e, infine, la collezione entomologica dell'Università di Guelph (Canada) e relativi cataloghi correlati.
Microlytogaster fu definito da Clausen (1983) per includervi Lytogaster extera Cresson, 1924, ridefinendo in tale occasione anche il genere Axysta. Questa impostazione tassonomica è supportata da Wirth et al. (1987) nel Manual of Nearctic Diptera, che fanno riferimento a due sole specie del genere Axysta, distinguendo da questo il genere monotipico Microlytogaster. Nel BioSystematic Database of World Diptera, non vi è alcun riferimento alla specie Axysta extera, ma si riporta invece il nome Lytogaster extera come nome obsoleto, sostituito da Microlytogaster extera.

## Distribuzione
Axysta è un genere esclusivo della regione oloartica, con la disgiunzione di A. americana e A. bradleyi nel Neartico e A. cesta nel Paleartico occidentale. Mathis & Zatwarnicki citano la presenza di due specie di Axysta nel Paleartico, tuttavia non si hanno conferme, in letteratura, in merito alla presenza di una seconda specie.
Il catalogo Fauna Europaea riporta la sola presenza, in Europa, di Axysta cesta, con segnalazione nella Scandinavia, nell'Europa centrale, nelle isole britanniche, in Francia, nelle regioni alpine e in Italia. Il catalogo riporta anche la presenza in alcune regioni nell'Asia occidentale, in un territorio che comprende l'Iran, il Medio oriente, il Caucaso e l'Anatolia. Tale indicazione, piuttosto generica, non offre un'adeguata informazione sull'effettiva distribuzione in queste regioni. Nartshuk (1988) inserisce A. cesta nelle chiavi di determinazione tassonomica degli efidridi della Russia europea e ne segnala la presenza nel nordest. La stessa autrice indica come areale della specie le regioni centrali e settentrionali dell'Europa occidentale e il Nordamerica. L'effettiva presenza di A. cesta nel Nordamerica non è sufficientemente documentata in letteratura e non trova conferme nei cataloghi che fanno capo ad istituzioni nordamericane.
In Italia, la presenza di Axysta cesta è segnalata limitatamente al nord, presumibilmente in aree della regione alpina contigui alla Svizzera o all'Austria. Non si hanno segnalazioni in merito alla presenza nell'Italia meridionale e nelle isole, fatto, questo, che concorda con l'assenza della specie nella generalità delle regioni mediterranee.